# Pulmonaria kerneri
Pulmonaria kerneri Wettst. – gatunek roślin z rodziny ogórecznikowatych (Boraginaceae). Występuje naturalnie w Austrii.